# Pyrausta straminea
Pyrausta straminea là một loài bướm đêm trong họ Crambidae.